# Gillian Shephard
Gillian Patricia Shephard, baronessa Shephard di Northwold, nata Watts (Cromer, 22 gennaio 1940), è una politica britannica.

## Biografia
Gillian Patricia Watts nasce a Cromer, nella contea inglese di Norfolk, il 22 gennaio 1940. Studia e si laurea in lingue moderne presso il St Hilda's College, uno dei collegi che costituiscono l'Università di Oxford.

### Carriera politica
Dopo aver lavorato come insegnante di scuola, Gillian Shephard entra in politica, candidandosi alle elezioni generali del 1987 per il collegio di South West Norfolk con il Partito Conservatore. In queste elezioni arriva prima ed entra quindi in Parlamento.
Alla Camera dei comuni diviene segretaria privata parlamentare del politico Peter Lilley, mentre nel 1989 viene designata sottosegretaria di Stato parlamentare per il dipartimento della previdenza sociale.
Nel 1992 è nominata membro del Consiglio privato del Regno Unito, conferendole il titolo di "The Right Honourable".
Dopo le elezioni generali del 1992 viene nominata segretaria di Stato per l'occupazione dal primo ministro John Major. Lascia quest'incarico nel maggio 1993 perché nominata ministra di Stato per l'alimentazione, l'agricoltura e la pesca. Nel 1994 diventa segretaria di Stato per l'istruzione, dove rimane fino al 1997. Nel 1996 il dipartimento per l'occupazione si unisce con il dipartimento per l'istruzione, facendola divenire anche titolare di questo dicastero.
Nel gabinetto politico di John Major, Gillian Shephard è stata una delle uniche due donne a ricoprire l'incarico di segretaria di Stato. L'altra politica era Virginia Bottomley.
Nel 1997, dopo la sconfitta da Partito Conservatore alle elezioni generali, entra a far parte del governo ombra, ai tempi quello di William Hague, ovvero il governo dell'opposizione che controlla l'operato del governo in carica. Qui è prima segretaria di Stato ombra per l'istruzione e l'occupazione, poi contemporaneamente cancelliere ombra del Ducato di Lancaster e leader ombra della Camera dei comuni ed infine segretaria di Stato ombra per l'ambiente, i trasporti e le regioni.
Nel 1999 decide di abbandonare il governo, rimanendo però comunque in Parlamento.
Nel 2005 non si ricandida alla Camera dei comuni. Nel maggio dello stesso anno viene annunciata la sua nomina a pari a vita ed entra quindi alla Camera dei lord. Assume quindi il titolo di baronessa Shephard di Northwold.

## Vita privata
Gillian Watts è sposata dal 1975 con Thomas Shephard, dal quale ha assunto il cognome. Ha due figliastri.